# Valeri Liukin
Valeri Víktorovitx Liukin (en kazakh i rus: Валерий Люкин) (Aktobé, Unió Soviètica 1966) és un gimnasta artístic kazakh, ja retirat i nacionalitzat nord-americà, guanyador de quatre medalles olímpiques.

## Biografia
Va néixer el 17 de desembre de 1966 a la ciutat d'Aktobé, població que en aquells moments formava part de la República Socialista Soviètica del Kazakhstan (Unió Soviètica) i que avui dia forma part del Kazakhstan.
Està casat amb la gimnasta rítmica Anna Kotchneva i és pare de la també gimnasta i medallista olímpica Nastia Liukin. Es nacionalitzà nord-americà l'any 2000.

## Carrera esportiva
Dedicat a la gimnàstica artística des dels 7 anys, l'any 1987 realitzà el seu debut internacional amb l'equip soviètic, aconseguint quatre medalles d'or en el Campionat d'Europa de gimnàstica artística, esdevenint el primer gimnasta a aconseguir un triple salt mortal. Així mateix, aquell mateix any, aconseguí la medalla d'or en el Campionat del Món de gimnàstica artística en la modalitat d'equips.
En els Jocs Olímpics d'Estiu de 1988 celebrats a Seül (Corea del Sud) aconseguí guanyar la medalla d'or en el concurs complet (per equips) i en la barra fixa, juntament en aquest aparell amb el seu compatriota Vladimir Artemov, i la medalla de plata en el concurs complet (individual) i barres paral·leles, en ambdues ocasions per darrere del seu company Artemov. Així mateix finalitzà quart en la prova d'anelles i cinquè en la prova de cavall amb arcs, com a resultats més destacats, guanyant sengles diplomes olímpics.
Participà en el Campionat del Món de 1991, on va aconseguir guanyar la medalla d'or per equips i la medalla de bronze en individual. En dissoldre's la Unió Soviètica participà a nivell internacional representant el Kazakhstan, si bé no aconseguí èxits notables.